# Паука'а
Паука'а (енгл. Paukaa) насељено је место за статистичке потребе у америчкој савезној држави Хаваји. По попису становништва из 2010. у њему је живело 425 становника.

## Демографија
Према попису становништва из 2010. у граду је живело 425 становника, што је -70 (-14.1%) становника више него 2000. године.
| Група             | 2000.       | 2010.       |
| Белци             | 161 (32,5%) | 167 (39,3%) |
| Афроамериканци    | 2 (0,4%)    | 0 (0,0%)    |
| Азијати           | 205 (41,4%) | 139 (32,7%) |
| Хиспаноамериканци | 22 (4,4%)   | 27 (6,4%)   |
| Укупно            | 495         | 425         |